# League Championship Series
League Championship Series (LCS) là giải đấu thể thao điện tử Liên Minh Huyền Thoại cấp cao nhất của khu vực Bắc Mỹ (Hoa Kỳ & Canada). Giải được điều hành bởi Riot Games gồm có 8 đội theo hình thức nhượng quyền thương mại. Mỗi mùa thi đấu hàng năm được chia thành hai giải: mùa Xuân và mùa Hè, kết thúc bằng một loạt trận đấu loại trực tiếp giữa 6 đội hàng đầu. Vào cuối mùa giải, các nhà Vô địch, Á quân và đội hạng ba của vòng play-off mùa Hè sẽ được quyền tham dự vào Giải vô địch thể thao điện tử Liên Minh Huyền Thoại thế giới.
Ngoại trừ một số sự kiện lưu diễn, tất cả các trận đấu của LCS đều được diễn ra trực tiếp tại các studio của Riot Games ở Los Angeles, California. Ngoài khán phòng thu nhỏ, tất cả các trận đấu đều được phát trực tiếp bằng nhiều ngôn ngữ khác nhau trên Twitch và YouTube, với các chương trình phát sóng thường xuyên thu hút hơn 300.000 lượt xem.. Chính phủ Hoa Kỳ cũng cấp thị thực vận động viên cho các tuyển thủ ngoại quốc. Tuyển thủ LCS đầu tiên được cấp visa P là Daniel "Shiphtur" Le.
LCS cũng đã thu hút được nhiều sự tài trợ từ các thương hiệu nổi tiếng như: Acer, Coca-Cola & American Express.

## Lịch sử
Riot Games đã ra mắt Liên Minh Huyền Thoại vào tháng 10 năm 2009 và nhanh chóng thu hút sự chú ý từ cộng đồng game thủ. 2 mùa giải thi đấu đầu tiên bao gồm một loạt các giải đấu được tổ chức chủ yếu bởi các bên thứ ba, như Intel Extreme Masters ở Châu Âu và Major League Gaming ở Bắc Mỹ. Đây cũng là khu vực chủ nhà đầu tiên của Giải vô địch thể thao điện tử Liên Minh Huyền Thoại thế giới do Riot Games tổ chức.
Ngày 6 tháng 8 năm 2012, Riot Games tuyên bố thành lập LCS, tạo ra một giải đấu hoàn toàn chuyên nghiệp do chính Riot Games điều hành với lịch trình thường xuyên và mức lương đảm bảo cho các tuyển thủ, bao gồm 8 đội ở cả Bắc Mỹ và Châu Âu. 3 đội đứng đầu trong cả hai giải vô địch khu vực Châu Âu và Bắc Mỹ của Riot Games được tổ chức vào tháng 8 năm 2012 sẽ tự động đủ điều kiện tham dự LCS, với 5 đội còn lại được quyết định trong các giải đấu vòng loại được tổ chức vào tháng 1 năm 2013. Mỗi mùa LCS được chia thành hai giải: mùa Xuân và mùa Hè; giải đấu mùa Xuân đầu tiên được diễn ra vào ngày 7 tháng 2 năm 2013 tại Bắc Mỹ và vào ngày 9 tháng 2 năm 2013 tại Châu Âu.
Mùa 3 của LCS đã kết thúc với vòng play-off kết thúc giải mùa Hè, được tổ chức vào ngày 23 - 25 tháng 8 tại sự kiện Gamescom ở Koelnmesse, Cologne, North Rine-Westphalia, Đức và từ 30 tháng 8 đến 1 tháng 9 năm 2013 tại sự kiện PAX Prime 2013 ở Seattle, Washington, Bắc Mỹ. Tại châu Âu, Fnatic là đội vô địch đầu tiên, Lemondogs hạng 2 và Gambit Gaming xếp hạng 3. Tại Bắc Mỹ, 3 đội đứng đầu là Cloud9, Team SoloMid và Team Vulcun. Vào năm 2014 Riot Games đã thay đổi quy ước đặt tên, theo đó gọi "Mùa 4" là "Mùa 2014". Giải hạng 2 - League of Legends Challenger Series cũng đã được thành lập tại thời điểm đó.
Vào cuối mùa giải 2014, một giải đấu mở rộng đã được tổ chức ở cả châu Âu và Bắc Mỹ, cộng thêm hai đội trong khu vực, mang lại cho LCS tổng cộng có 10 đội mỗi khu vực vào đầu mùa giải 2015. Ngoài ra, Riot đưa ra khái niệm "Điểm vô địch (Championship points)", mà các đội sẽ kiếm được dựa trên hiệu suất cả hai giải (mùa Xuân & mùa Hè) trong năm cùng với vòng loại khu vực để đủ điều kiện tham gia Giải vô địch thể thao điện tử Liên Minh Huyền Thoại thế giới.
Cuối năm 2018, giải vô địch thể thao điện tử Liên Minh Huyền Thoại châu Âu - European League of Legends Championship Series (EU LCS) đã được đổi tên thành League of Legends European Championship (LEC) và giải vô địch thể thao điện tử Liên Minh Huyền Thoại Bắc Mỹ - North American League of Legends Championship Series (NA LCS) được đổi thành League of Legends Championship Series.

### Nhượng quyền
Bắt đầu từ năm 2018, LCS Bắc Mỹ chuyển sang hình thức nhượng quyền thương mại. Có nhiều lý do khác nhau cho việc thay đổi này. Đầu tiên, nó đã thay đổi cấu trúc tổng thể của giải đấu, khuyến khích đầu tư dài hạn từ chủ sở hữu. Điều này cho phép giải đấu thực hiện việc chia sẻ doanh thu, dẫn đến một nền tảng tốt hơn cho cả các đội và các vận động viên chuyên nghiệp. Cuối cùng, các vận động viên chuyên nghiệp đã có tiếng nói hơn và được bảo vệ nhiều hơn trong giải đấu.
Giá mua một vị trí trong giải đấu là 10 triệu $ cho các đội tuyển sẵn có, những vận động viên trước đây đã tham gia LCS hoặc League of Legends Challenger Series. Các đội mới thành lập sẽ phải chịu thêm 3 triệu $ (tổng cộng 13 triệu $), phân phối cho các đội được thay thế trong giải đấu. Các bên quan tâm được cung cấp các ứng dụng vào tháng 6, do vào ngày 28 tháng 7 năm 2017, hơn 100 tổ chức thể thao điện tử hiện tại, các đội thể thao, nhà đầu tư và doanh nhân được báo cáo áp dụng. Những ứng dụng đó sau đó được thu hẹp vào một danh sách rút gọn, có tên là "giai đoạn hai (phase two)", cho những người tham gia đến văn phòng Los Angeles của Riot Games để phỏng vấn và xem xét các ứng dụng của họ. Riot Games và hiệp hội người chơi North American League Championship Series cũng quyết định rằng giải đấu sẽ không mở rộng và thay vào đó vẫn ở 10 đội.
Các hợp đồng nhượng quyền của giải đấu đã được quyết định vào giữa tháng 10. Một số đội hiện có từ trước - bao gồm Cloud9, Counter Logic Gaming, Echo Fox, FlyQuest, Team Liquid và Team SoloMid - đã được thông báo trở lại giải đấu. Các đội hiện có khác như Immortals, Phoenix1, Team Dignitas và Team EnvyUs đã bị từ chối tham gia vào giải đấu tái cấu trúc. Giải đấu cũng đã thêm vào bốn đội mới - 1 đội endemic esports và 3 đội NBA nhượng quyền thương mại hoặc chi nhánh. Đội thể thao điện tử lâu năm OpTic Gaming được cho là đã giành một vị trí trong giải đấu sau khi nhận được đầu tư từ người đồng sở hữu Texas Rangers - Neil Leibman. 3 vị trí mới khác thuộc về đồng sở hữu của Golden State Warriors - Joe Lacob, Cleveland Cavaliers và các công ty đầu tư mạo hiểm liên kết là 100 Thief và Houston Rockets.

## Đội ngũ phát sóng
| ID              | Tên                    | Vai trò                           |
| --------------- | ---------------------- | --------------------------------- |
| Pastrytime      | Julian Carr            | Play-by-Play Caster               |
| Phreak          | David Turley           | Play-by-Play Caster               |
| CaptainFlowers  | Clayton Raines         | Play-by-Play Caster               |
| RivingtonThe3rd | Rivington Bisland III  | Play-by-Play Caster               |
| Kobe            | Sam Hartman-Kenzler    | Color Caster                      |
| Azael           | Isaac Cummings-Bentley | Color Caster                      |
| Dash            | James Patterson        | Color Caster / Analysis Host      |
| MarkZ           | Mark Zimmerman         | Chuyên viên phân tích             |
| Crumbz          | Alberto Rengifo        | Chuyên viên phân tích             |
| Ovilee          | Ovilee May             | Chuyên viên phân tích / Phỏng vấn |

## Thể thức thi đấu
LCS có tám đội Bắc Mỹ thi đấu theo hai Mùa giải, Mùa Xuân và Mùa Hè. Mỗi mùa giải sẽ chia thành 2 Vòng. Vòng 1 sẽ thi đấu theo thể thức vòng tròn 2 lượt với các trận đấu theo thể thức Bo1. Ở mùa giải Mùa Xuân, 6 đội đứng đầu Vòng 1 sẽ tiến tới Vòng 2, Vòng loại trực tiếp (play-offs) mùa xuân theo thể thức Nhánh thắng - thua. Các đội vô địch và á quân Vòng play-offs mùa xuân sẽ đủ điều kiện đại diện LCS tham dự Mid-Season Invitational. Trong giải đấu Mùa Hè trước năm 2024, 8 đội đứng đầu Vòng 1 đã đi tiếp vào Vòng 2, Vòng loại trực tiếp (play-offs) loại trực tiếp kép, với sáu đội đứng đầu ở nhánh trên và hai đội cuối bảng ở nhánh dưới, với đội chiến thắng trong Vòng loại trực tiếp LCS sẽ giành chiến thắng Danh hiệu LCS. Ba đội đứng đầu từ Vòng loại trực tiếp LCS đủ điều kiện trở thành đại diện LCS cho Chung kết thế giới, trong đó đội đứng thứ 4 tham gia Vòng loại Thế giới đấu với đội đứng thứ 4 từ Vòng chung kết Mùa của LEC để có thêm một suất. Đối với cả hai vòng loại trực tiếp, tất cả các trận đấu đều diễn ra theo thể thức Bo5.

## Danh sách đội tuyển
Danh sách các đội tuyển tham gia LCS Mùa Xuân 2024.
| Đội               | Xuất hiện lần đầu tại LCS | Danh sách  | Danh sách  | Danh sách       | Danh sách       | Danh sách  | Huấn luyện viên trưởng |
| Đội               | Xuất hiện lần đầu tại LCS | Đường trên | Đi rừng    | Đường giữa      | Đường dưới      | Hỗ trợ     | Huấn luyện viên trưởng |
| ----------------- | ------------------------- | ---------- | ---------- | --------------- | --------------- | ---------- | ---------------------- |
| 100 Thieves       | Mùa Xuân 2018             | Sniper     | River      | Quid Goldenglue | Meech           | Eyla       | Goldenglue             |
| Cloud9            | Mùa Hè 2013               | Fudge      | Blaber     | Jojopyun Hai    | Berserker       | VULCAN     | Mithy                  |
| Dignitas          | Mùa Xuân 2013             | Rich       | eXyu       | Dove            | Tomo Mabrey     | Isles      | Enatron                |
| FlyQuest          | Mùa Xuân 2017             | Bwipo      | Inspired   | Jensen          | Massu           | Busio      | Nukeduck               |
| Immortals         | Mùa Xuân 2016             | Castle     | Armao      | Mask            | Tactical        | Olleh Joey | Sharkz                 |
| NRG Esports       | Mùa Xuân 2016             | Dhokla     | Contractz  | Palafox         | FBI             | huhi Chuz  | Thinkcard              |
| Shopify Rebellion | Mùa Xuân 2024             | FakeGod    | Bugi Tomio | Insanity        | Bvoy WildTurtle | Zeyzal     | Reven                  |
| Team Liquid       | Mùa Xuân 2015             | Impact     | UmTi       | APA             | Yeon            | CoreJJ     | Spawn                  |

## Thống kê từng mùa
*   Đội đã đổi tên hoặc giải tán.
| Mùa giải | Mùa giải | 1                     | 2                     | 3                     | 4                     |
| -------- | -------- | --------------------- | --------------------- | --------------------- | --------------------- |
| 2013     | Mùa Xuân | Team SoloMid*         | Good Game University* | Team Vulcun*          | Team Curse*           |
| 2013     | Mùa Hè   | Cloud9                | Team SoloMid*         | Team Vulcun*          | Team Dignitas         |
| 2014     | Mùa Xuân | Cloud9                | Team SoloMid*         | Counter Logic Gaming* | Team Curse*           |
| 2014     | Mùa Hè   | Team SoloMid          | Cloud9                | LMQ*                  | Team Curse*           |
| 2015     | Mùa Xuân | Team SoloMid*         | Cloud9                | Team Liquid           | Team Impulse*         |
| 2015     | Mùa Hè   | Counter Logic Gaming* | Team SoloMid*         | Team Liquid           | Team Impulse*         |
| 2016     | Mùa Xuân | Counter Logic Gaming* | Team SoloMid*         | Immortals             | Team Liquid           |
| 2016     | Mùa Hè   | Team SoloMid*         | Cloud9                | Immortals             | Counter Logic Gaming* |
| 2017     | Mùa Xuân | Team SoloMid*         | Cloud9                | Phoenix1*             | FlyQuest              |
| 2017     | Mùa Hè   | Team SoloMid*         | Immortals             | Counter Logic Gaming* | Team Dignitas         |
| 2018     | Mùa Xuân | Team Liquid           | 100 Thieves           | Echo Fox*             | Clutch Gaming*        |
| 2018     | Mùa Hè   | Team Liquid           | Cloud9                | Team SoloMid*         | 100 Thieves           |
| 2019     | Mùa Xuân | Team Liquid           | Team SoloMid*         | Cloud9                | FlyQuest              |
| 2019     | Mùa Hè   | Team Liquid           | Cloud9                | Counter Logic Gaming* | Clutch Gaming*        |
| 2020     | Mùa Xuân | Cloud9                | FlyQuest              | Evil Geniuses         | Team SoloMid*         |
| 2020     | Mùa Hè   | Team SoloMid*         | FlyQuest              | Team Liquid           | Cloud9                |
| 2021     | Mùa Xuân | Cloud9                | Team Liquid           | Team SoloMid*         | 100 Thieves           |
| 2021     | Mùa Hè   | 100 Thieves           | Team Liquid           | Cloud9                | Team SoloMid*         |
| 2022     | Mùa Xuân | Evil Geniuses         | 100 Thieves           | Team Liquid           | Cloud9                |
| 2022     | Mùa Hè   | Cloud9                | 100 Thieves           | Evil Geniuses         | Team Liquid           |
| 2023     | Mùa Xuân | Cloud9                | Golden Guardians*     | FlyQuest              | Evil Geniuses         |
| 2023     | Mùa Hè   | NRG                   | Cloud9                | Team Liquid           | Golden Guardians*     |
| 2024     | Mùa Xuân | Team Liquid           | FlyQuest              | Cloud9                | 100 Thieves           |
| 2024     | Mùa Hè   | FlyQuest              | Team Liquid           | 100 Thieves           | Cloud9                |

#### Xếp hạng đội tuyển
*   Đội đã đổi tên hoặc giải tán.
| Đội                   | 1 | 2 | 3 | 4 | Tổng số |
| --------------------- | - | - | - | - | ------- |
| Team SoloMid*         | 7 | 5 | 2 | 2 | 16      |
| Cloud9                | 6 | 7 | 3 | 3 | 19      |
| Team Liquid           | 5 | 3 | 5 | 2 | 15      |
| Counter Logic Gaming* | 2 | 0 | 3 | 1 | 6       |
| 100 Thieves           | 1 | 3 | 1 | 3 | 8       |
| FlyQuest              | 1 | 3 | 1 | 2 | 7       |
| Evil Geniuses*        | 1 | 0 | 2 | 1 | 4       |
| NRG                   | 1 | 0 | 0 | 0 | 1       |
| Immortals             | 0 | 1 | 2 | 0 | 3       |
| Golden Guardians*     | 0 | 1 | 0 | 1 | 2       |
| Good Game University* | 0 | 1 | 0 | 0 | 1       |
| Team Vulcun*          | 0 | 0 | 2 | 0 | 2       |
| Echo Fox*             | 0 | 0 | 1 | 0 | 1       |
| LMQ*                  | 0 | 0 | 1 | 0 | 1       |
| Phoenix1*             | 0 | 0 | 1 | 0 | 1       |
| Team Curse*           | 0 | 0 | 0 | 3 | 3       |
| Clutch Gaming*        | 0 | 0 | 0 | 2 | 2       |
| Team Dignitas         | 0 | 0 | 0 | 2 | 2       |
| Team Impulse*         | 0 | 0 | 0 | 2 | 2       |